# Janvier 1795
Cette page présente les faits marquants du mois de janvier 1795.

## Événements
- Pichegru en Hollande.
- Combat de la lande d'Izé.

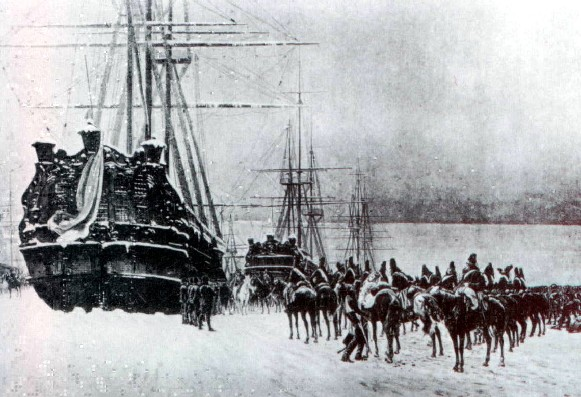
21 janvier : le 8e régiment de hussards capturant la flotte hollandaise

- 3 janvier (23 décembre 1794 a.s.) : traité austro-russe[1].

- 8 janvier (19 nivôse an III) : passage du Waal[2]. Aux Pays-Bas, les Français traversent les rivières gelées (la Meuse le 27 décembre 1795, le Waal et le Lek le 15 janvier)[3].

- 17 janvier (28 nivôse an III) : les troupes françaises prennent Utrecht et Arnhem[2].

- 18 janvier (29 nivôse an III) : exil du Stadhouder Guillaume V vers la Grande-Bretagne[4].

- 20 janvier (1er pluviôse an III) : Pichegru entre à Amsterdam[2].

- 23 janvier (4 pluviôse an III) : la cavalerie française s’empare de la flotte néerlandaise prise par les glaces du Helder[2].

- 28 janvier (9 pluviôse an III) :
  - bataille du Faouët.
  - bataille de Guémené-sur-Scorff.

## Naissances

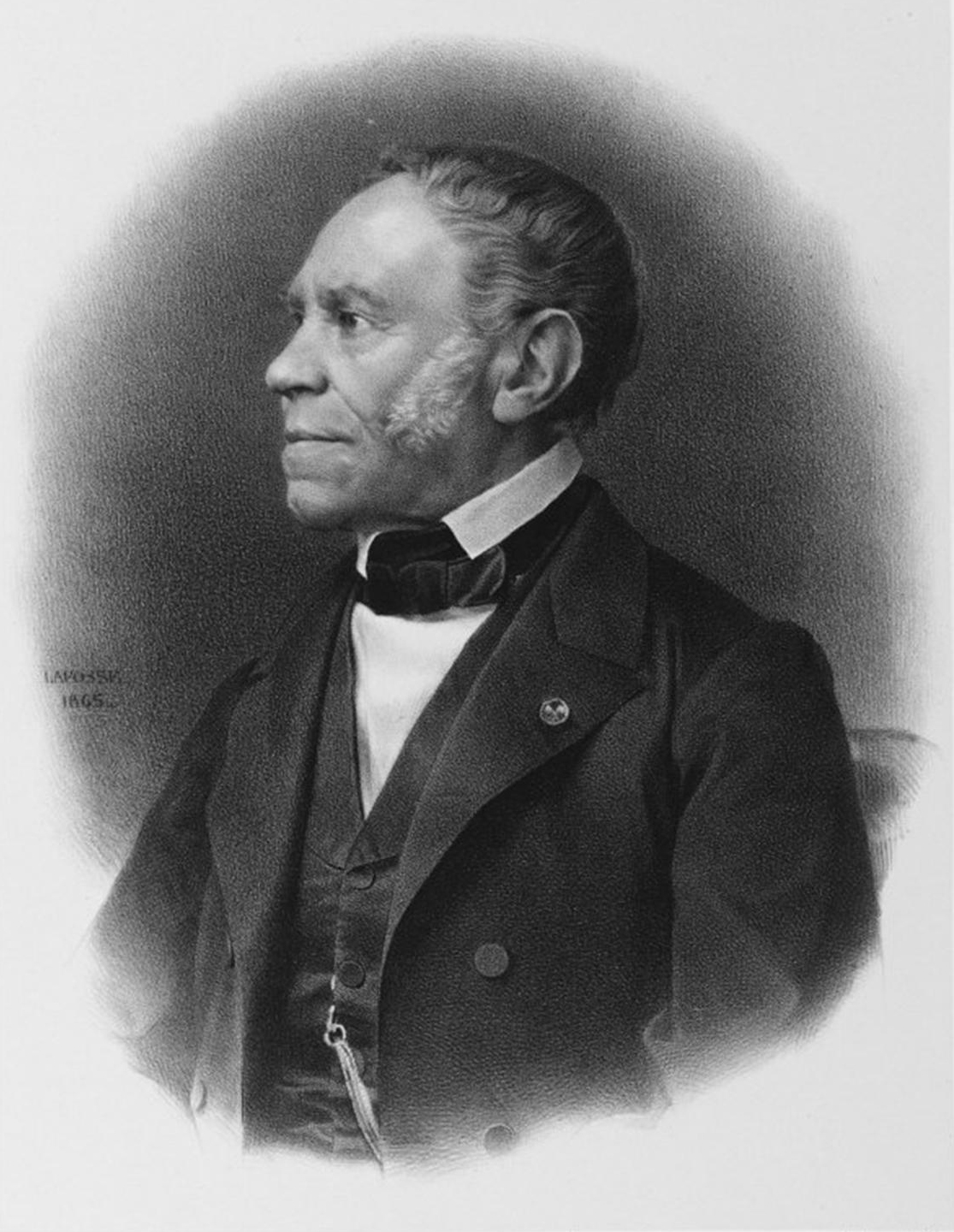
Anselme Payen

- 6 janvier (17 nivôse an III) : Anselme Payen (mort en 1871), chimiste français.
- 16 janvier : Carl Christian Rafn (mort en 1864), archéologue et philologue danois.

## Décès
- 3 janvier : Josiah Wedgwood, céramiste britannique